# Сэмбэй
Сэмбэй (яп. 煎餅) — тип японских рисовых крекеров, вид десерта. Сэмбэй часто едят с зелёным чаем как закуску или предлагают гостям дома в рамках вежливости.

## Приготовление
Сэмбэй, как правило, готовят путём запекания или жарки на гриле, традиционно — на углях. Во время приготовления они могут быть приправлены вкусовыми соусами, которые часто сделаны из соевого соуса и мирина. Они также могут быть обёрнуты слоем нори. Кроме того, по другому рецепту они могут быть приправлены солью или «салатовой» приправой.

## Виды
В Китае для записи названия этого блюда формально используются иероглифы 煎饼, что читается как jiānbǐng (при этом есть отдельные сорта — Шаньдунский и Таньцзинский), хотя на самом деле это разные блюда: в Китае они больше напоминают врапы и блины, похожие на окономияки, в то время как в Японии они жёсткие (не гибкие) и по размеру больше соответствуют быстрой закуске, нежели полноценной еде. Тем не менее, крекеры, похожие на японские сэмбэй, в современном Китае также имеются. Их современное китайское название — 仙贝 или 鲜贝 (пин. Xianbei), которое отражает японское произношение «Senbei» (煎饼).
Блюдо, которое сегодня японцы называют сэмбэй, стало популярным в период Эдо и было приправлено солёным соевым соусом; именно оно затем распространилось по всей Японии.
Есть несколько типов традиционных японских сэмбэй. Они включают в себя 2 категории: сладкие сэмбэй (более 15 видов) и рисовые конфеты сэмбэй (米菓煎餅) и другие, которые включают даже рыбный сэмбэй (魚せんべい), сэмбэй из лотоса (蓮根煎餅) и сэмбэй из костей (骨 せんべい).
Сладкие сэмбэй (甘味煎餅) попали в Японию в период династии Тан; первое их документированное употребление относится к 737 году н. э., и они до сих пор очень похожи на традиционные стили этого блюда эпохи Тан, первоначально часто выпекавшиеся в районе Кансай, которые включают традиционные сэмбэй в форме «черепицы». Они включают в себя такие ингредиенты, как картофель и пшеничная мука или клейкий рис, и похожи на кастелла (заметно отличаясь от того, что большинство людей сегодня называют сэмбэй).
Современные варианты сэмбэй очень разнообразны, с добавлением ароматизаторов, которые варьируются от кимчхи до васаби и от карри до шоколада.
Сэмбэй из Кансай, как правило, включают клейкий рис, не сильно приправлены и внешне неброски (Saku Saku). Сэмбэй из Канто первоначально были основаны на урусимаи, без клейкого риса, и они обычно хрустящие (kari kari) и щедро приправленные.